# Municipio de Loup (condado de Platte)
El municipio de Loup (en inglés: Loup Township) es un municipio ubicado en el condado de Platte en el estado estadounidense de Nebraska. En el año 2010 tenía una población de 139 habitantes y una densidad poblacional de 1,24 personas por km².

## Geografía
El municipio de Loup se encuentra ubicado en las coordenadas 41°24′47″N 97°35′23″O / 41.41306, -97.58972. Según la Oficina del Censo de los Estados Unidos, el municipio tiene una superficie total de 111.66 km², de la cual 109,08 km² corresponden a tierra firme y (2,31 %) 2,58 km² es agua.

## Demografía
Según el censo de 2010, había 139 personas residiendo en el municipio de Loup. La densidad de población era de 1,24 hab./km². De los 139 habitantes, el municipio de Loup estaba compuesto por el 97,84 % blancos, el 0,72 % eran asiáticos, el 1,44 % eran de otras razas. Del total de la población el 0 % eran hispanos o latinos de cualquier raza.